# Garagnin
Garagnin (Garanjin), trogirska plemićka obitelj koja se doselila iz Italije u 18. stoljeću. Od članova obitelji osobito se ističu Ivan Luka († 1783.), rapski biskup (1760. – 1765.) i splitski nadbiskup (1765. – 1783.) te Ivan Luka ml. (1764. – 1841.), kulturni djelatnik i gospodarstvenik. te Ivan Dominik Garanjin, guverner Dubrovnika od 1808. do 1918. godine.
Austrijsku potvrdu plemstva dobili su 1823. godine. Godine 1840. nastao je ogranak Garagnin-Fanfogna.